# Eobogidiella purmamarcensis
Eobogidiella purmamarcensis is een vlokreeftensoort uit de familie van de Bogidiellidae. De wetenschappelijke naam van de soort is voor het eerst geldig gepubliceerd in 1969 door Grosso & Ringuelet.